# Carasobarbus canis
Carasobarbus canis là một loài cá vây tia thuộc họ Cyprinidae. Nó vẫn được IUCN xếp vào chi cũ Barbus.
Loài này có ở Israel, Jordan, và Syria. Môi trường sống tự nhiên của chúng là sông ngòi và hồ nước ngọt. IUCN không coi nó là loài bị đe dọa.